# Rusa III
Rusa III – król Urartu w latach 605–595 p.n.e., syn Erimeny.
W 609 roku p.n.e. nastąpił upadek Asyrii – rywala Urartu na Bliskim Wschodzie. Na krótki okres Urartyjczycy odzyskali kontrolę nad centralną i południową częścią państwa, jednak pod naciskiem nowych wrogów, Babilończyków i Medów, zostali zmuszeni do cofnięcia się na północ do Zakaukazia. Przypuszczalnie po upadku Asyrii Urartu popadło w zależność od jej spadkobierczyni – Medii. Możliwe, że miasta urartyjskie posiadały względną autonomię przez krótki okres panowania Rusy III.
Podczas rządów Rusy III Urartu znalazło się w okresie głębokiego kryzysu. W ciągu ostatnich dziesięcioleci państwo stopniowo traciło kontrolę nad centrum. Stolica Urartu została przeniesiona z Tuszpy, położonej nad brzegiem jeziora Wan, do Tejszebaini na Zakaukaziu. Prawdopodobnie działalność Rusy III ograniczyła się do spraw gospodarki. Zachowało się kilka napisów królewskich o budowie nowych spichlerzy w Tuszpie, Erebuni i Argisztihinili.
|  | Inskrypcja Rusy III, znaleziona na wzniesieniu Arin Berd. Zabytek znajduje się w Erywaniu. Inskrypcja: ...„Rusa, syn Erimeny, wzniósł ten spichlerz. Tu [umieszczono] 6848 kapi ziarna”. |